# Adrienne Shelly
Adrienne Shelly, född 24 juni 1966 i Queens, New York, död (mördad) 1 november 2006 i New York, var en amerikansk skådespelerska, manusförfattare och regissör.
Hon mördades i sin lägenhet av en byggarbetare som arbetade i huset.

## Filmografi (filmer som haft svensk premiär)[2]

### Roller
- 1990 - Trust - Maria Coughlin
- 1993 - Hexina - Gloria O'Connor
- 1994 - Sleep with Me - Pamela
- 1994 - Teresa's Tattoo - Teresa/Gloria
- 2005 – Factotum

### Regi
- 2007 - Waitress